# Nystalea joanna
Nystalea joanna är en fjärilsart som beskrevs av William Schaus 1906. Nystalea joanna ingår i släktet Nystalea och familjen tandspinnare. Inga underarter finns listade i Catalogue of Life.